# Antonio Dyaz

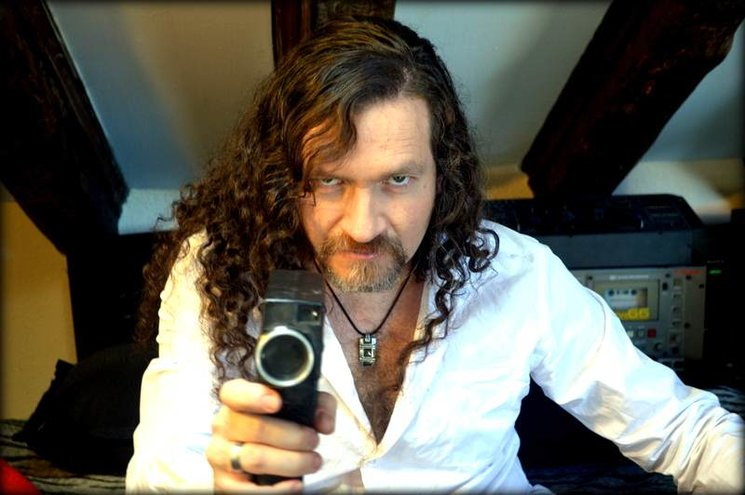
Antonio Dyaz

Antonio Dyaz (n. Madrid; 1968) es un escritor, compositor, cineasta y empresario cultural.
Ideó Artificial World (1998), la primera discográfica en Internet en España, junto a Suso Saiz, o Manuscritos.com  (2000), su equivalente en literatura, que se lanzó al mercado con títulos de Fernando Arrabal, Pedro Maestre o el propio Dyaz. 

## Biografía
Alma máter del grupo musical El sueño de Hyparco, referente obligado de la corriente dark electronic, con el que ha publicado discos como "Ambientes Hormonales" (reeditado en 2017 con motivo de su 30 aniversario), "If", ó "The Gallery".
Fundó Hyades Arts, sello discográfico especializado en música de vanguardia, y ha publicado libros, como "La clepsidra" (Ed. Libertarias), "Arte, placer y tecnología" (Anaya), “Fabius dormido” (Manuscritos.com) o el polémico "Mundo Artificial" (Temas de Hoy), además de ser frecuente colaborador en publicaciones de gran tirada (El Mundo, Diario 16, Público, Generación XXI),  y en otras cabeceras más especializadas (Vanidad, Contrastes, Ajoblanco, Yorokobu, Ling, El Estado Mental, etc.). También ha publicado la novela de ciencia ficción  “Unicornio” (Neverland Ediciones, 2009) finalista del Premio Celsius en 2010 y los ensayos “Manual de cine independiente. Cómo producir y dirigir películas sin ir a la cárcel” (Ediciones Autor, 2008) y "Zombies Sostenibles" (Ed. Pantaleimon, 2013). Su última novela es "Asesino Binario" (Harkonnen Books, 2020).
Tras dirigir su cortometraje, “Labios” (1999) se decidió a dar el salto a su primer largometraje,  "Off", rodado en 9 países (Reino Unido, Francia, Turquía, España, Rusia, Noruega, Italia, EE. UU. y Japón), que se estrenó en toda España en 2002. En 2004 estrenó su segundo largo, “SeX”, una libre adaptación del Decamerón de Boccaccio, interpretada por Silke, Coque Malla, y Nancho Novo entre otros. Con “EyE” (2007), una pieza de video arte de 3 minutos de duración, cerró su  “Trilogía de los Sentidos”, iniciada con “Off” y “SeX”. En 2013 presentó en el Festival de Sitges su tercer largo, "The Lobito", una comedia de corte fantástico rodada durante cinco años entre Cuba, China, Austria, España y Escocia.
Paralelamente y bajo el paraguas de su propia compañía, Dyaz Entertainment, ha coproducido cerca de veinte largometrajes, como “Schubert”, de Jorge Castillo, interpretado por Ben Gazzara, “En ninguna parte”, de Miguel Ángel Cárcano, interpretado por Héctor Alterio; "Dos rombos" de Ricardo Carvajal o "El pomo azul", de Montse Bodas y Raquel Trouano. Casi todos ellos son óperas primas y su filosofía es la de apostar por nuevos valores. “WEAR”, es un largo sobre el mundo de la moda que supuso su primera incursión en el género documental, y  su última película  es "20 Ways to die alone", un largo experimental con un amplio recorrido por festivales de todo el mundo. Todas están disponibles en Filmin, y algunas más en Amazon Prime, en este caso también como actor ("Mujeres, de Coque Malla", etc). 
Su primera incursión como director teatral ha sido con la obra "Baladas de la cárcel de Lucca", de Máximo Mintaka. Se estrenó en 2023 el teatro Bellas Artes de Madrid, y luego continuó en el teatro Alfil, cosechando muy buenas críticas. Es una obra musical sobre la figura de Chet Baker, con cinco músicos en directo y cinco actores y actrices. En la actualidad se está preparando la versión cinematográfica, que dirigirá en 2025. 
Además de en el Instituto de Cine de Madrid, donde es profesor invitado, ha impartido diversos cursos y talleres de cine y de producción independiente, en la EICTV de San Antonio de los Baños (Cuba), en Málaga (Centro Cultural Provincial), en Madrid (SGAE, Fundación Autor) en la Universidad de Edimburgo, en la Universidad de Santo Domingo (Rep. Dominicana), en la FX Cinema School de Barcelona, o la UPG (Universidad Popular de Gandia), donde imparte talleres sobre Inteligencia Artificial.  
Es cofundador de Film2, una plataforma de distribución cinematográfica que exhibe clásicos remasterizados, optimizados para la gran pantalla.
Es miembro de la Academia de las Artes y las Ciencias Cinematográficas de España, donde fue miembro de la Comisión de Especialidad de PRODUCTORES, y en la actualidad reside en Benifairó de la Valldigna, un pequeño pueblo situado entre el mar y las montañas 60 km al sur de Valencia, desde donde dirige la editorial Harkonnen Books, que cuenta con cerca de 20 referencias, de muy diversos géneros.

## Filmografía como Director y Productor
- 1999 - “Labios” - cortometraje.
- 2001 - “2.019”  - cortometraje.
- 2002 - “Off” - largometraje.
- 2004 - “SeX” - largometraje.
- 2013 - “The Lobito” - largometraje.
- 2017 - “WEAR” - largometraje documental.
- 2018 - “Solo (20 ways to die alone)” - largometraje.

### Filmografía como Productor o Coproductor
- En ninguna parte (2005) dirigida por Miguel Ángel Cárcano
- W.C (2005) dirigida por Enio Mejía
- Shubert (2007) dirigida por Jorge Castillo
- Lucas como Sara (2017) dirigida por Day García
- El cazador oculto (2017) dirigida por Álvaro Collar
- El Altillo (2017) dirigida por José Vallejos
- El pomo azul (2017) dirigida por Raquel G.Troyano / Montse Bodas
- Quién eres (2017) dirigida por Javier Alba
- "Mujeres, de Coque Malla" (2017) dirigida por Gonzalo Solas

## Discografía
- “Ambientes Hormonales”, LP,  Hyades Arts 1989
- “If”, CD, Hyades Arts 1991
- “Cuando X se siente herido”, CD Audioscope, Geometrik Records, 1994
- “The Gallery”, CD,  Artificial 1999
- “Off”, Banda sonora original CD JMB Records, 2002
- “Ambientes Hormonales”, LP,  Reedición a cargo de Discos Paradiso, 2017

- Datos: Q5698178